# Andrews (Carolina del Sud)
Andrews è un comune degli Stati Uniti d'America, nelle contee di Georgetown e Williamsburg, nello Stato della Carolina del Sud.
Secondo il censimento del 2000 vi abitavano 3068 persone: il 37,55% della popolazione era bianca, il 60,76% afroamericana, lo 0,23% nativa americana, lo 0,88% di altre etnie e lo 0,59% di due o più etnie.
Ad Andrews ha sede un aeroporto.